# Carabus scabriusculus
Carabus scabriusculus es una especie de insecto adéfago del género Carabus, familia Carabidae. Fue descrita científicamente por G. A. Olivier en 1795.
Habita en Albania, Austria, Chequia, Hungría, Moldavia, Polonia, Rumania, Rusia, Eslovaquia, Turquía y Ucrania.